# Dīmītrīs Partsalidīs
Dīmītrīs Partsalidīs (IPA: [ðiˈmitris part͡saˈliðis]) (in greco: Δημήτρης Παρτσαλίδης; Trebisonda, 1905 – Atene, 22 giugno 1980) è stato un politico greco.

## Biografia
Nato a Trebisonda da una famiglia di greci dell'Ellesponto, dopo la fine della guerra greco-turca viene espulso dalla Turchia.
Aderisce al Partito Comunista e nel 1934 venne eletto sindaco di Kavala diventando il primo esponente comunista a governare una città in Grecia.

## Durante la guerra civile
Il 3 aprile 1949 durante la guerra civile greca succede a Nikolaos Zachariadis come capo del governo provvisorio formato dai comunisti in alcune aree del Paese. Il 28 agosto 1949 è costretto all'esilio ma mantiene la carica fino all'ottobre 1950
Nell'ottobre 1971 viene arrestato dalla giunta militare al potere in Grecia. Su questo evento ha scritto un libro di memorie.